# Agora É Que São Elas 2
Agora É Que São Elas 2 é um álbum colaborativo da cantora Marília Mendonça e da dupla sertaneja Maiara & Maraisa, lançado em 13 de abril de 2018 pela Som Livre.

## Antecedentes e produção
Após a primeira edição em 2016, as cantoras se reúnem novamente para o segundo volume do Agora É Que São Elas, projeto que traz músicas em formato acústico. Foi gravado no YouTube Space Rio e apresenta nove faixas inéditas.

## Lista de faixas
| N.º            | Título                   | Compositor(es)                                                           | Duração |  |
| 1.             | "Quem Foi Que Soprou"    | Henrique Casttro Elvis Elan Gabriel Agra Lari Ferreira                   | 3:31    |  |
| 2.             | "A Culpa é Dele"         | Marília Mendonça                                                         | 2:56    |  |
| 3.             | "Quase Tudo"             | Thales Lessa Agra Matheus Marcolino                                      | 3:18    |  |
| 4.             | "Ausência"               | Juliano Tchula Hugo Henrique Felipe de Paula                             | 2:29    |  |
| 5.             | "Saudade do Meu Mô"      | Rafael Oliveira Nathalia Miranda Leandro Barreto Demis Mario             | 2:43    |  |
| 6.             | "Coração Mal Assombrado" | Danillo Dávilla Agra Lessa Marcolino                                     | 2:36    |  |
| 7.             | "Maldade"                | Philipe Pancadinha Diego Silveira Ferreira Rafa Borges Nicolas Damasceno | 2:46    |  |
| 8.             | "Parece Namoro"          | Raffa Torres Lucas Santos Tchula                                         | 2:35    |  |
| 9.             | "Estranho"               | Michel Alves Chrystian Ribeiro Bruno César                               | 2:37    |  |
| Duração total: | Duração total:           | Duração total:                                                           | 25:31   |  |